# 청산초등학교 여서분교
청산초등학교 여서분교는 대한민국 전라남도 완도군 청산면 여서리 556에 있었던 초등학교 분교이다.

## 연혁
- 일자미상 여서공립보통학교 설립 인가
- 1936년 5월 10일 여서공립보통학교 개교
- 1938년 4월 1일 여서공립심상소학교 개편
- 1941년 4월 1일 여서공립국민학교 개편
- 일자미상 여서국민학교 개편
- 1967년 4월 1일 도서벽지학교 '을'급 지정
- 1968년 5월 1일 도서벽지학교 '갑'급 조정
- 1975년 8월 1일 도서벽지학교 '갑'급 재지정
- 1979년 2월 1일 도서벽지학교 '특'급 조정
- 1982년 3월 1일 도서벽지학교 '갑'급 조정
- 1986년 1월 1일 도서벽지학교 '가'급 조정
- 1989년 3월 1일 청산중앙국민학교 분교장 격하 편입
- 1996년 3월 1일 청산중앙초등학교 여서분교 개편
- 1998년 3월 1일 청산초등학교 여서분교 개편
- 2011년 3월 1일 폐교 및 청산초등학교 통폐합